# Liste des ouvrages littéraires écrits sous la Révolution
Liste non exhaustive

## 1788
- Essai sur la régénération physique, morale et politique des juifs de Henri Grégoire (1788)
- Réflexions d'un philosophe breton sur les affaires présentes d'Augustin Bernard François Le Goazre de Kervélégan (1788)
- Réflexions patriotiques et Préservatif contre l'Avis à mes compatriotes de Jean-Denis Lanjuinais (1788)
- Essai sur les privilèges de Emmanuel-Joseph Sieyès (1788)

## 1789
- Organt de Louis Antoine Léon de Saint-Just (1787-1789)
- Arlequin-Diogène de Louis Antoine Léon de Saint-Just (pièce de théâtre) (1787-1789)
- Discours à la lanterne de Camille Desmoulins (1789)
- La France libre de Camille Desmoulins (1789)
- Qu'est-ce que le tiers état ? de Emmanuel-Joseph Sieyès (1789)
- Mémoires historiques et authentiques sur la Bastille de Jean-Louis Carra (1789)
- Avis aux Français sur leurs véritables ennemis de André-Marie Chénier (1789)
- Charles IX de Marie-Joseph Chénier (pièce de théâtre) (1789)
- Paris justifié de Jean-Baptiste Louvet (1789)
- Ingénue Saxancourt de Nicolas Edme Restif de La Bretonne (1789)
- Les vitres cassées par le véritable père Duchêne (sans s) député aux États généraux Antoine Lemaire (brochure pamphlétaire) (1789).
- La Lanterne magique de Jacques René Hébert (1789) (dans ce journal il fut le nègre du docteur Boisset).
- La colère du père Duchesne à l'aspect des abus d'un auteur anonyme (1789).

## 1790
- L'Esprit de la Révolution et de la Constitution de France de Louis Antoine Léon de Saint-Just (1790)
- La géographie nationale ou la France divisée en départements de Jean-Baptiste Boucheseiche (1790)
- Réflexions sur la Révolution de France d'Edmund Burke (1790)
- L'insurrection parisienne et la prise de la Bastille de Jean Joseph Dusaulx (1790)
- Mémoire en faveur des gens de couleur de Henri Grégoire (1790)
- Du peuple et des rois de Louis-Charles de Lavicomterie (1790)
- L'homme du désir de Louis Claude de Saint-Martin (1790)
- Le petit carême de l'abbé Maury ou sermon prêché à l'assemblée des enragées de Jacques René Hébert (1790).
- Une vie privée de l'abbé Maury de Jacques René Hébert (1790)
- Almanach de Jacques René Hébert (1790).
- Louis IX en Égypte (opéra) de François Andrieux (1790).

## 1791
- L'Orateur du gendre humain de Jean-Baptiste Cloots (1791)
- De la Nature, de l'état civil (sic) de la cité ou les règles de l'indépendance du gouvernement de Louis Antoine Léon de Saint-Just (1791-1792)
- De l'Esprit des religions de Nicolas de Bonneville (1791)
- Analyse de la Constitution de 1791 de Stanislas de Clermont-Tonnerre (1791)
- Histoire apologétique du comité ecclésiastique de l'assemblée nationale de Pierre-Toussaint Durand de Maillane (1791)
- Crimes de rois de France depuis Clovis jusqu'à Louis XVI de Louis Thomas Hébert de Lavicomterie (1791)
- Républicanisme adapté à la France de Pierre-François-Joseph Robert (1791)
- Déclaration des Droits de la Femme et de la Citoyenne d'Olympe de Gouges (1791)

## 1792
- Crimes des papes de Louis Thomas Hébert de Lavicomterie (1792)
- M. de Limon est un homme de goût d'Antoine Rivarol (1792)
- De la vie politique, de la fuite et de la capture de M. de La Fayette d'Antoine Rivarol (1792)
- Le nouvel homme et Ecce Homo de Louis-Claude de Saint-Martin (1792)

## 1793
- Introduction à la Révolution française d'Antoine Barnave (1793)
- L'Histoire des Brissotins de Camille Desmoulins (1793)
- Esquisse d’un tableau historique des progrès de l’esprit humain de Nicolas de Condorcet (1793-1794)
- Essai sur les fêtes nationales de François-Antoine, comte de Boissy d'Anglas (1793)
- Mon agonie de dix mois de Jean Dominique Blanqui (1793)
- Réflexions sur l'éducation publique de Joseph Fouché (1793)
- Crimes des empereurs d'Allemagne, des Crimes des empereurs turcs de Louis Thomas Hébert de Lavicomterie (1793)
- Portrait du duc d'Orléans et de Mme de Genlis d'Antoine Rivarol (1793)
- Les Fragments d'institutions républicaines de Louis Antoine Léon de Saint-Just (1793-1794)

## 1794
- La Queue de Robespierre de Jean Claude Hippolyte Méhée de la Touche (1794)
- Monsieur Nicolas de Nicolas Anne Edme Rétif dit Restif de la Bretonne (1794 à 1797)
- Mémoires d'un détenu de Honoré Jean Riouffe (1794)
- L'Enfance de Jean-Jacques Rousseau de François Andrieux (1794).

## 1795
- Mémoire adressé à la Nation pour Marie-Thérèse-Charlotte de Bourbon, fille de Louis XVI de Claude François Beaulieu (1795)
- Maximes et pensées, Caractères et anecdotes de Sébastien-Roch Nicolas de Chamfort (1795)
- De la force du gouvernement actuel et de la nécessité de s'y rallier de Benjamin Constant (1795)
- Saint Roch et saint Thomas de François Andrieux (1795).

## 1796
- Description abrégée de la France de Jean-Baptiste Boucheseiche (1796)
- Théorie du pouvoir politique et religieux dans la société civile de Louis-Gabriel de Bonald (1796)
- De l'influence des passions sur les bonheur des individus et des nations de Anne-Louise Germaine Necker, baronne de Staël-Holstein (1796)

## 1797
- Essai historique, politique et morale sur les révolutions anciennes et modernes, considérées dans leurs rapports avec la Révolution française de François-René de Chateaubriand (1797)
- De l'influence des passions de Antoine Rivarol (1797)
- Mémoires secrets pour servir l'histoire de la dernière année du règne de Louis XVI de Antoine François Bertrand de Molleville (1797).

## 1798
- La Dot de Suzette de Joseph Fiévée (1798).
- Le Nouveau Paris de Louis-Sébastien Mercier (1798).

## Sources
- André Monglond, La France révolutionnaire et impériale, annales de bibliographie méthodique et description des livres illustrés, Paris, Imprimerie nationale, 1930-1963 (BNF 37011749)
- Jean Tulard, Jean-François Fayard et Alfred Fierro, Histoire et dictionnaire de la Révolution française. 1789–1799, Paris, éd. Robert Laffont, coll. « Bouquins », 1987, 1998 [détail des éditions] (ISBN 978-2-221-08850-0)
- Saint-Just de Bernard Vimot
- Camille Desmoulins de Jean-Paul Bertaut